# 제페르송 지 올리베이라 가우방
제페르송 지 올리베이라 가우방(포르투갈어: Jefferson de Oliveira Galvão, 1983년 1월 2일, 상비센치 ~ )은 줄여서 제페르송(Jefferson)으로 알려진 브라질의 전 프로 축구 골키퍼이다.

## 클럽 경력

### 초기 경력 / 브라질
상파울루주 상비센치 출신으로, 제페르송은 1995년, 12세의 나이로 페루비아리아의 유소년팀에 합류하기 전까지 아마추어 육상 선수였다. 그는 축구를 시작할 때 공격수였으나, 나중에 골키퍼로 전향하였다.
1997년, 제페르송은 트라이얼 통과 후 크루제이루에 합류하였다. 그는 3년 후, 루이스 펠리피 스콜라리에 의해 1군에 차출되었다.
2003년, 크루제이루에서 여러 차례 결정적인 실책을 범한 후, 그는 같은 리그의 보타포구로 임대되었다.

### 터키
2005년 여름, 제페르송은 오스트레일리아 골키퍼 마이클 페트코비치의 대체자로 낙점되어 트라브존스포르와 4년 계약을 맺고 이적하였다. 6월 8일, 그는 2-1로 이긴 카이세리스포르와의 홈경기에 출전하며 해외 경기에 처음으로 나왔다.
트라브존스포르에서의 3년 후, 그는 같은 리그의 코니아스포르로 이적하였다. 제페르송은 오우잔 바하드르와 비슷한 활약을 펼쳤으나, 소속팀의 강등을 막아내지는 못하였다.

### 보타포구
2009년 8월 25일, 제페르송은 자유 이적으로 보타포구에 귀환하였다. 그는 9월 13일, 연고지 라이벌 플루미넨시와의 홈경기에서 무실점으로 막으면서 팀에 무승부를 선사하였다.
제페르송은 이 시즌에 14번 더 출전하였고, 팀은 간신히 강등을 면하였다. 2010년 4월 18일, 그는 아드리아누의 페널티킥을 선방하였고, 그의 팀은 캄페우나투 카리우카 우승을 거두었다.
2011년 6월 28일, 제페르송은 클럽과의 계약을 2014년말까지 연장하였다. 같은 해, 그는 올해의 골키퍼로 선정되기도 하였다.

## 국가대표팀 경력
아랍에미리트에서 열린 2003년 FIFA 세계 청소년 축구 선수권 대회에서 제페르송은 브라질 U-20 국가대표 일원으로 활약하였고, 팀은 이 대회를 우승으로 마무리하였다. 2011년 7월, 그는 2011년 코파 아메리카를 앞두고 브라질 국가대표팀에 차출되었다. 그러나, 제페르송은 전 경기 선발로 출전한 줄리우 세자르의 백업으로 활약하였다.
2011년 9월 14일, 그는 0-0으로 비긴 아르헨티나와의 그해 수페르클라시코 데 라스 아메리카스 경기에서 국가대표팀 데뷔전을 가졌다. 제페르송은 2-0으로 이긴 2차전 홈경기에서도 선발로 출전하였다.
10월 7일, 제페르송은 코스타 리카와의 경기에서 줄리우 세자르와 교체로 출전해, 그의 3번째 국가대표팀 경기에서 1-0 승리에 일조했다. 그는 2013년 FIFA 컨페더레이션스컵과 2014년 FIFA 월드컵에서 최종 23인 엔트리에 발탁되었다.
제페르송은 베이징에서 열린 아르헨티나와의 2014년 수페르클라시코 데 라스 아메리카스 경기에 출전해 리오넬 메시의 페널티킥을 선방하였고, 팀은 2-0 완승을 거두었다.

## 경력 통계

### 클럽
(2018년 11월 26일 기준)
| 클럽           | 시즌    | 리그 | 리그 | 컵   | 컵 | 대륙 | 대륙 | 기타 | 기타 | 합계 | 합계 |
| 클럽           | 시즌    | 출장 | 골   | 출장 | 골 | 출장 | 골   | 출장 | 골   | 출장 | 골   |
| -------------- | ------- | ---- | ---- | ---- | -- | ---- | ---- | ---- | ---- | ---- | ---- |
| 트라브존스포르 | 2005–06 | 26   | 0    | 1    | 0  | 2    | 0    | —    | —    | 29   | 0    |
| 트라브존스포르 | 2006–07 | 15   | 0    | 2    | 0  | 0    | 0    | —    | —    | 17   | 0    |
| 트라브존스포르 | 2007–08 | 3    | 0    | 1    | 0  | 0    | 0    | —    | —    | 4    | 0    |
| 트라브존스포르 | 소계    | 42   | 0    | 4    | 0  | 2    | 0    | —    | —    | 50   | 0    |
| 코니아스포르   | 2008–09 | 18   | 0    | 0    | 0  | —    | —    | —    | —    | 18   | 0    |
| 포타포구       | 2009    | 15   | 0    | —    | —  | 4    | 0    | —    | —    | 19   | 0    |
| 포타포구       | 2010    | 36   | 0    | 4    | 0  | —    | —    | 15   | 0    | 55   | 0    |
| 포타포구       | 2011    | 30   | 0    | 6    | 0  | 3    | 0    | 15   | 0    | 54   | 0    |
| 포타포구       | 2012    | 30   | 0    | 5    | 0  | 2    | 0    | 20   | 0    | 57   | 0    |
| 포타포구       | 2013    | 26   | 0    | 9    | 0  | 0    | 0    | 17   | 0    | 52   | 0    |
| 포타포구       | 2014    | 22   | 0    | 2    | 0  | 8    | 0    | 3    | 0    | 35   | 0    |
| 포타포구       | 2015    | 26   | 0    | 4    | 0  | 0    | 0    | 10   | 0    | 40   | 0    |
| 포타포구       | 2016    | 0    | 0    | 1    | 0  | 0    | 0    | 18   | 0    | 19   | 0    |
| 포타포구       | 2017    | 6    | 0    | 1    | 0  | 0    | 0    | 0    | 0    | 7    | 0    |
| 포타포구       | 2018    | 13   | 0    | 1    | 0  | 1    | 0    | 8    | 0    | 23   | 0    |
| 포타포구       | 소계    | 209  | 0    | 33   | 0  | 18   | 0    | 106  | 0    | 366  | 0    |

1. ↑  코파 리베르타도레스, 코파 수다메리카나, UEFA컵, 그리고 UEFA 챔피언스리그 포함
2. ↑  캄페우나투 카리우카 포함

### 국가대표팀
2015년 10월 8일 기준
| 국가대표팀 | 연도 | 출장 | 골 |
| ---------- | ---- | ---- | -- |
| 브라질     | 2011 | 4    | 0  |
| 브라질     | 2012 | 2    | 0  |
| 브라질     | 2013 | 3    | 0  |
| 브라질     | 2014 | 4    | 0  |
| 브라질     | 2015 | 9    | 0  |
| 합계       | 합계 | 22   | 0  |

## 수상

### 클럽
보타포구
- 타사 과나바라: 2010, 2013
- 타사 히우: 2010, 2012, 2013
- 히우 지 자네이루 주립 리그: 2010, 2013

### 국가대표팀
브라질 U-20
- 세계 청소년 축구 선수권 대회: 2003

브라질
- 수페르클라시코 데 라스 아메리카스: 2011, 2012, 2014
- FIFA 컨페더레이션스컵: 2013

## 사생활
제페르송은 독실한 기독교도로 알려져 있다. 제페르송은 국가대표팀에서 활약하는 몇 안되는 아프리카계 브라질인 골키퍼이기도 하다.